# Zahid Ali
Zahid Ali (en urdu: زاہد علی‎; nacido el 30 de junio de 1976) es un comediante de stand-up noruego. Debutando en 1999, Ali se ha aventurado en la presentación, actuación y escritura para varios proyectos destacados de cine, televisión y teatro. Es conocido por su participación en el programa de TV2 Rikets Røst, que es presentado por Otto Jespersen. Después de la publicidad que generó este programa, se ha convertido en un comediante y actor popular.

## Primeros años y educación
Ali, nacido en Oslo de padres pakistaníes, creció en Torshov y Nordstrand. Estudió en la Escuela Popular de Ringerike hasta 1998.

## Carrera
En 2006, Ali reunió a casi todos los comediantes más populares de Noruega para recaudar dinero para el trabajo de ayuda en Pakistán después del desastre del terremoto de ese año. Todo el dinero recaudado fue donado a la Embajada de Pakistán y se utilizó para construir una nueva escuela en Kashmir.
En diciembre de 2006, Ali apareció en la serie Jul i Tøyengata en el canal noruego TVNorge, interpretando el papel principal del zapatero Ali. La serie era del tipo Calendario de Adviento, emitida diariamente hasta el 24 de diciembre. Era una parodia de una serie original de Navidad para niños en Noruega, Jul i Skomakergata.
En 2010, Ali recibió el Brobyggerprisen, un premio noruego por construir relaciones entre inmigrantes y nativos noruegos. Su trabajo también trata de combatir los prejuicios. Zahid Ali también ha realizado una gira con su espectáculo de stand-up Zahid Ali-live y a menudo aparece en videos corporativos.
Actuó en la película de 2005 Izzat y en la serie de televisión Hellfjord.
En 2023, Ali publicó la novela de comedia criminal Wiper, a Spotless Detective.